# Universal Republic Records
Universal Republic är ett amerikanskt skivbolag, som ägs helt av Universal Music Group. Det bygger på  Republic Records-etiketten som grundades av bröderna Monte och Avery Lipman. Sommaren 2011 gjordes förändringar på en av de tre Universal Music Group-etiketterna, Universal Motown Republic Group och Motown Records separerades från Universal Motown Records (vilket orsakade att det lades ner och fick överföra sina artister till antingen Motown Records eller Universal Republic Records) och etiketten och slogs ihop till The Island Def Jam Motown Music Group, vilket gjorde Universal Republic Records till en fristående etikett och la ner Universal Motown Republic Group.

## Artister

### Signerade artister
- 3 Doors Down
- 10 Years
- Alice Peacock
- ALO
- Alysha Brillinger
- Amy Winehouse (US)
- Anberlin
- Andrea Moony
- Ariana Grande
- Atomic Tom
- Bobby Brackins
- Boyce Avenue
- Cash Cash
- Clare Maguire
- Colbie Caillat
- Damian Marley (Jr. Gong)
- Detail
- Dynamite Walls
- Dev
- Eli Young Band
- Elizaveta
- Enrique Iglesias
- Flobots
- Florence and the Machine (US)
- G.Love
- Godsmack
- Guster
- Hinder
- Hit The Lights
- India.Arie
- John Brown
- Jack Johnson
- Jaron and the Long Road to Love
- Jay Sean
- Jessie J
- Joe Brooks
- Julian Marley
- Kaile Goh
- Karl Wolf
- Kate Earl
- Kevin Rudolf
- Kid Sister
- King Charles
- Kris Thomas
- K'Jon
- Lauren Pritchard
- Leighton Meester
- Lil Jon
- Mason Jennings
- Mat Kearney
- Matt Costa
- Matt Wertz
- Miike Snow
- Mika
- Nas & Damian "Jr Gong" Marley
- Neil Halstead
- Nikki Flores
- Owl City
- Pearl and the Puppets
- Pop Evil
- Rehab
- Rogue Wave
- Rymza
- Serabee
- Seth MacFarlane
- SHEL
- Sky Sailing
- Spose
- Steel Panther
- Stephen Jerzak
- Stromae
- The Stunners
- Sully Erna
- The Band Perry
- The Lonely Island
- The Naked and Famous
- The Rescues
- The Secret Sisters
- The Weaving (p/k/a Villanova
- The Who (US)
- Throwing Gravity
- Tyrone Wells
- Tori Amos
- Vinyl Pinups
- Volbeat
- We Are the Fallen
- Zach Gill
- Zee Avi